# Worthington (Minnesota)
Worthington é uma cidade localizada no estado americano de Minnesota, no Condado de Nobles.

## Demografia
Segundo o censo americano de 2000, a sua população era de 11.283 habitantes.
Em 2006, foi estimada uma população de 11.056, um decréscimo de 227 (-2.0%).

## Geografia
De acordo com o United States Census Bureau tem uma área de
22,0 km², dos quais 18,5 km² cobertos por terra e 3,5 km² cobertos por água.

## Localidades na vizinhança
O diagrama seguinte representa as localidades num raio de 24 km ao redor de Worthington.